# Pariser Kommune (1789)
Die Pariser Kommune (1789–1795) war die revolutionäre Regierung von Paris, die direkt nach dem Sturm auf die Bastille am 14. Juli 1789 gegründet wurde. Galt sie während der Phase des ausgehenden Königtums noch als gemäßigt, so war sie Mitinitiatorin seines Sturzes am 10. August 1792. Bis dahin nannte man sie „legal“, danach galt sie als „aufständisch“. Sie war von da an dominiert vom Sansculottentum und bildete eines der Hauptorgane der revolutionären Macht.

## Die legale Kommune
Die Kommune begann sich am 25. Juni 1789 zu strukturieren. Wie in dieser Zeit auch bei anderen Institutionen üblich, entwickelte sie sich aus den Urwählerversammlungen. Ein Antrag von Nicolas de Bonneville, der vorschlug, eine bürgerliche Garde zu gründen und eine Kommune zu gründen, erhielt anfängliche Unterstützung, einschließlich der von Jean-Baptiste Dumangin, was die Anfänge der Nationalgarde darstellte. In ihrem Protokoll vom 11. Juli trug die Versammlung erstmals offiziell den Titel „Generalversammlung der Wähler der Pariser Kommune“.
Am 13. Juli bildeten die Wähler einen ständigen Ausschuss, der die Gründung einer Pariser Miliz mit 48.000 Bürgern beschloss. Die Erstürmung der Bastille am 14. Juli brachte dann mit dem Tod des Vorsitzenden der Kaufmannschaft Jacques de Flesselles die Notwendigkeit einer neuen und auch offiziellen Stadtverwaltung. Bis dahin wählten die Kaufleute in enger Absprache mit der königlichen Verwaltung einen Vertreter. Sofort wurde Jean Sylvain Bailly zum Bürgermeister gewählt. Dieser war ein Freund von Armand Camus, von Le Chapelier und von Guillotin, mit denen er an der Ausarbeitung des Beschwerdeheftes des Dritten Staates von Paris mitgewirkt hatte, der den Abriss der Bastille forderte, bevor er mit ihnen zum Abgeordneten der Generalstaaten gewählt wurde.
Im Frühjahr 1791 sollte eine neue Organisationsform entworfen werden, wofür die Kommune eine Kommission bildete. Dieser Plan wurde von der Nationalversammlung verworfen, was zu Rücktritten führte. Im Gegenzug wurde von der Nationalversammlung am 21. Mai 1791 ein eigener Plan zum Gesetz erhoben. Der Maire sollte zukünftig 16 Administratoren haben und 32 sollten den Munizipalrat bilden. Paris wurde hierfür in 48 Sektionen gegliedert. Aus jeder Sektion sollten dann noch zwei Notabeln bestimmt werden. Diese alle bildeten zusammen die Generalversammlung der Stadt. Zusätzlich gab es noch einen Generalprokurator nebst zwei Substituten. Der Bürgermeister wurde von den Sektionen gewählt.

## Die aufständische Kommune
In der Nacht vom 9. auf den 10. August 1792 beschlossen, unter der Androhung äußerer Gefahr (das Braunschweiger Manifest war gerade veröffentlicht worden) und Angst vor einem Verrat durch Ludwig XVI., 28 der 48 Sektionen, die revolutionärsten darunter, die alte Kommune durch eine neue aufständische zu ersetzen.